# ادزل برمودا
ادزل برمودا (Edsel Bermuda) خودرویی است که در سال‌های ۱۹۵۸تولید شده‌است. وزن آن در حالت طبیعی ۳٬۸۵۳ پوند (۱٬۷۴۸ کیلوگرم) است. سیستم جعبه‌دندهٔ آن ۳ دنده به دو صورت خودکار و دستی است.